# نيكولاس فوغل
نيكولاس فوغل (بالألمانية: Nikolas Vogel)‏ (و. 1967 – 1991 م) هو ممثل، ومصور سينمائي، وصحفي، وممثل أفلام من النمسا، وأستراليا، ولد في فيينا، توفي في ليوبليانا، عن عمر يناهز 24 عاماً.

## وصلات خارجية
- نيكولاس فوغل على موقع IMDb (الإنجليزية)
- نيكولاس فوغل على موقع قاعدة بيانات الأفلام السويدية (السويدية)
- نيكولاس فوغل على موقع قاعدة بيانات الفيلم (الإنجليزية)
- نيكولاس فوغل على موقع كينوبويسك (الروسية)

- نيكولاس فوغل في قاعدة بيانات الأفلام على الإنترنت